# Basheer Al-Rayani
Basheer Al-Rayani (ar. بشير الرياني; ur. 1955) – libijski piłkarz grający na pozycji napastnika. W swojej karierze grał w reprezentacji Libii.

## Kariera klubowa
W swojej karierze piłkarskiej Al-Rayani grał w klubie Al-Ittihad Trypolis.

## Kariera reprezentacyjna
W 1982 roku Al-Rayani został powołany do reprezentacji Libii na Puchar Narodów Afryki 1982. Na tym turnieju był rezerwowym i nie rozegrał żadnego meczu. Z Libią wywalczył wicemistrzostwo Afryki.